# Ernst Brunotte
Ernst Brunotte (* 10. April 1943) ist ein deutscher Geograph.

## Biografie
Brunotte studierte an der Universität Göttingen Geographie und schloss das Studium mit einer Diplomarbeit zum Solling und einer Dissertation über das Markoldendorfer Becken ab.
Nach seiner Habilitation im Jahre 1985 mit einer Arbeit über eine Landschaft in Argentinien wurde er 1987 zum Professor an der Universität zu Köln berufen, wo er bis zu seiner Emeritierung die Abteilung für Angewandte Geomorphologie und Landschaftsforschung leitete.
Brunotte verfasste zahlreiche Veröffentlichungen über den Wandel der Kulturlandschaft, unter anderem über den künstlichen Herkulesberg in Köln, und gab das Lexikon der Geographie heraus. Im Jahr 2010 wurde er mit der Ehrenmitgliedschaft in der Deutschen Quartärvereinigung ausgezeichnet.